# Dynepo
La Dynepo è un farmaco analogo dell'eritropoietina.

## Sintesi
Viene sintetizzata mediante l'utilizzo di DNA ricombinante e, a differenza di altri analoghi, con l'uso di cellule umane e non di altri animali.

## Indicazioni
Viene usato per il trattamento dell'anemia, in particolare delle ipogenerative, come quella conseguente all'insufficienza renale cronica, dove può essere usata sia nel paziente dializzato, sia in quello non dializzato.

## L'uso nella pratica sportiva
È considerata EPO di seconda generazione e viene utilizzata a scopo di doping.
Essendo una sostanza relativamente nuova, non fu inserita immediatamente nell'elenco delle sostanze per le quali si può incorrere in una squalifica dall'attività da molte federazioni sportive, tra le quali l'UCI. Durante il Tour de France 2007 il ciclista danese Michael Rasmussen fu trovato positivo alla Dynepo quando era in maglia gialla: il corridore non fu squalificato ma fu obbligato al ritiro dalla sua squadra, la Rabobank. In seguito fu squalificato per due anni dall'UCI.